# Majó Zoltán
Majó Zoltán vagy Majó-Petri Zoltán (Pitvaros, 1970. december 15. –) magyar közgazdász, a Szegedi Tudományegyetem (SZTE) Gazdaságtudományi Kar (GTK) egyetemi docense. 2016-tól 2022-ig a Szegedi Közlekedési Társaság (SZKT) ügyvezető igazgatója.

## Élete
Középiskolai tanulmányait a hódmezővásárhelyi Bethlen Gábor Gimnázium matematika–fizika tagozatán végezte 1985 és 1989 között. A kötelező katonai szolgálat után 1990-től 1994-ig a szegedi József Attila Tudományegyetem (JATE) Természettudományi Karának (TTK) matematika–fizika szakos hallgatója volt. 1994 és 1999 között a JATE Gazdaságtudományi Karának (GTK) közgazdász szakára járt, és szerzett diplomát közszolgálati és nonprofit szakirányon, marketing mellékspecializáción.
1999-től demonstrátorként a JATE GTK Marketing Menedzsment Tanszékén kezdett el dolgozni. 2000-től az immár Szegedi Tudományegyetem (SZTE]) GTK tanársegédje, 2004-től adjunktusa, 2009-től egyetemi docense.
Közben 2006-ban a hollandiai Twente Egyetem (Universiteit Twente) e-HRM kutatócsoportjában vett részt.
2001-től 2005-ig a Miskolci Egyetem Gazdaságtudományi Karának Vállalkozáselmélet és Gyakorlat Doktori Iskola doktorandusza és doktorjelöltje. Doktori védésére 2007-ben már az SZTE-n került sor, és 2008-ban nyerte el a PhD-fokozatot közgazdaságtudományból.
A tudományos és oktatási munkája mellett 2004-től 2010-ig az SZTE fejlesztési Igazgatója , majd az József Attila Tanulmányi és Információs Központ (/JA/TIK) fejlesztési igazgatója, 2011-től 2014-ig az SZTE gazdasági és műszaki főigazgatója volt.
Tudományos szakterülete az információs társadalom gazdaságának és a humán erőforrás-menedzsment kapcsolatrendszerének kutatása. Az SZTE Információs Társadalom Gazdasága kutatócsoport alapító tagja.
Szegeden 2008-ban a Nyugi kávézó és sörkert megalapítója és korábbi ügyvezetője.
2016-tól 2022-ig a versenyszférában is vállalt vezetői feladatot, a Szegedi Közlekedési Társaság (SZKT) ügyvezető igazgatója volt.

## Szervezeti tagságok
- Neumann János Számítógéptudományi Társaság (2002–2018)
- Országos Humánpolitikai Egyesület (2008–2012)
- Szövetség az Elektronikus Kereskedelemért Egyesület (2008–2014)
- Csongrád megyei Kereskedelmi és Iparkamara, elnökségi tag (2017– )

## Közéleti és tudományos tevékenységei
- MAB Emberi Erőforrások Gazdaságtana Tudományos Bizottság
- Szegedi Akadémiai Bizottság (SZAB) Gazdaságtudományi Szakbizottság (titkár, szavazati jogú tag)
- SZTE GTK Távoktatási Bizottság, elnök

## Szakmai tapasztalatok
- Menedzsment rendszerek tervezése, kialakítása (ERP, VIR)
- HR rendszerek fejlesztése, virtualizálása (e-HRM)
- Fejlesztések, pályázatok és beruházások bonyolítása (SZTE TIK)
- Vezetői kontrolling formálása és teljesítmény mutatók kidolgozása
- Szervezetalakítás és szervezetfejlesztési projektek, konszolidációs programok kidolgozása és végrehajtása
- E-business és tudásmenedzsment megoldások elemzése és értékelése
- Iparági tapasztalatok egészségügyben, felsőoktatásban, tudásiparban, közlekedésben
- Fenntartható fejlődés és zöld iroda projektek kialakítása
- Kampányok, események, rendezvények tervezése és lebonyolítása
- Digitális oktatási programok vezetése (e-Learning; MOOC)

## Díjai, elismerései
- Bethlen-díj (1989)
- A Magyar Köztársasági Érdemrend lovagkeresztje (2010)[5]
- SZTE Klebelsberg Könyvtár Örökös Könyvtári Tag cím, 2015[6]

## Művei[7]

### Könyvei[8]
- Szolgáltatások világa; szerk. Hetesi Erzsébet, Majó Zoltán, Lukovics Miklós; JATEPress, Szeged, 2009 (SZTE Gazdaságtudományi Kar közleményei)
- Konstans, J. – Majó, Z. – Riedl, J. – Révész, B. (2004): Szájt-propaganda. KJK Kiadó, Budapest.
- Majó, Z. – Dinya, L. – Imreh, Sz.- (2008): Menedzsment II. A sikeres vállalkozások. Távoktatási tananyag. SZTE GTK, Szeged.
- Imreh, Sz. – Kürtösi, Zs. – Majó, Z. – Vilmányi, M (2007): A menedzsment alapjai. Távoktatási Tananyag. SZTE GTK, Szeged.

### Cikkei[9]
- Majó, Z. (2008): A szolgáltatások világa ész az elektronikus kereskedelem. In: Veres Z. Szolgáltatás Marketing (szerk.): Szolgáltatásmarketing alapjai. Akadémiai Kiadó, Budapest.
- Majó, Z. (2005): Online karrier vállalati oldalaink – link az állásokhoz. In: Andrássy M. (szerk): Karrier Irodák kézikönyve. Friss diplomások toborzásának és kiválasztásának módszertana. pp. 61–66. BKAE Karrier Iroda, Budapest
- Majó, Z. – Veres Z. (2004): Felhasználói attitűdök tipizálhatósága az információtechnológiai térben In: Tudástranszfer és információs társadalom. pp. 71–83. BGF, Budapest
- Majó, Z. – Imreh, Sz. – Vilmányi, M. (2004): „Páternoszter” – Egy nonprofit hallgatói vállalkozás életpályája. pp. 351–364. in: Dinya L. – Farkas F. – Hetesi E. – Veres Z. (szerk.): Nonbusiness Marketing és Menedzsment, KJK Kerszöv Jogi és Üzleti Kiadó Kft. Budapest
- Majó, Z. (2004): Online közszolgáltatások. In: Dinya L. – Farkas F. – Hetesi E. – Veres Z. (szerk): Nonbusiness Marketing és Menedzsment. pp: 383 – 401. KJK Kiadó, Budapest.
- Majó, Z. (2004): e-HRM: humán erőforrás menedzsment az információs társadalomban. In: Tóthné S. G. (szerk): Humán Erőforrások Gazdaságtana. pp: 399 – 424. Bíbor Kiadó, Miskolc
- Majó, Z. (2001): Az emberi erőforrások és a mobilitás szerepe. In: Viszt, E. (szerk): Az emberi erőforrások és a mobilitás megnövekedett szerepe az innovációs rendszerben. pp 33–57. Gazdaságkutató Intézet – Statisztikai és Regionális Vizsgálatok. OM, Budapest
- Imreh, Sz. – Kürtösi, Zs. – Majó, Z. – Vilmányi, M. (2000): „Sorbanállás” A felső- és középvezetők toborzási folyamatainak változása. Struktúra – Munkaügyi Kiadó, Budapest.
- Majó, Z. (2007): Az Elektronikus Humánerőforrás Menedzsment és a HR-outsourcing értelmezési és kapcsolati rendszere. Vezetéstudomány 9 pp: 30-39-
- Majó, Z. (2006): Úton az információs társadalom felé: tudjuk-e, hová tartunk? Információs Társadalom. 1. pp. 30 – 39
- Majó, Z. – Tóthné S. G. (2003): Infokommunikációs technikák térhódítása az online munkaerőpiacon és a humán erőforrás menedzsment területén. Munkaügyi Szemle 12. pp. 31 – 36.